# Sefer Baygin
Sefer Baygin (* 6. února 1942 Tokat, Turecko) je bývalý turecký zápasník, volnostylař. V roce 1972 vybojoval na olympijských hrách v Mnichově čtvrté místo v kategorii do 48 kg. V roce 1970 vybojoval páté místo na mistrovství světa. V roce 1972 zvítězil a 1969 vybojoval bronz na mistrovství Evropy. Po ukončení aktivní kariéry se věnoval trenérské činnosti.